# Barham (Suffolk)
Barham is een civil parish in het bestuurlijke gebied Mid Suffolk, in het Engelse graafschap Suffolk met 1504 inwoners.

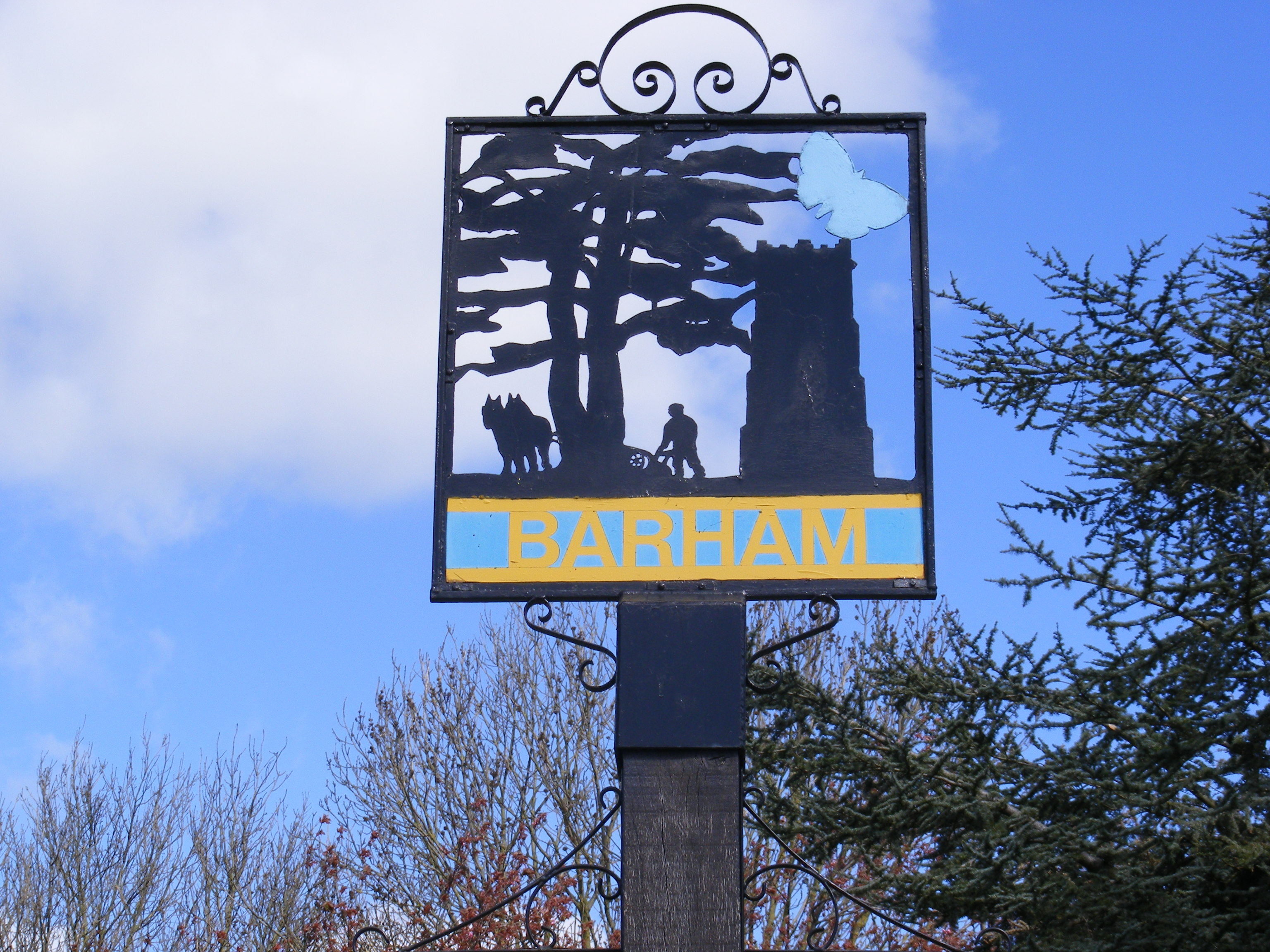